# 纳帕
纳帕（英語：Napa）位于美国加利福尼亚州中部纳帕河畔，是纳帕县的最大城市及县治所在，納帕谷位於加州舊金山以北一小時車程處，是新世界最著名，最負盛名的葡萄酒產區。

## 友好城市
- 日本岩沼市
- 格鲁吉亚泰拉维
- 澳大利亚朗塞斯顿

## 外部連結
- 中的“纳帕”
- Napa local portal （页面存档备份，存于）